# The Sun Comes Out World Tour

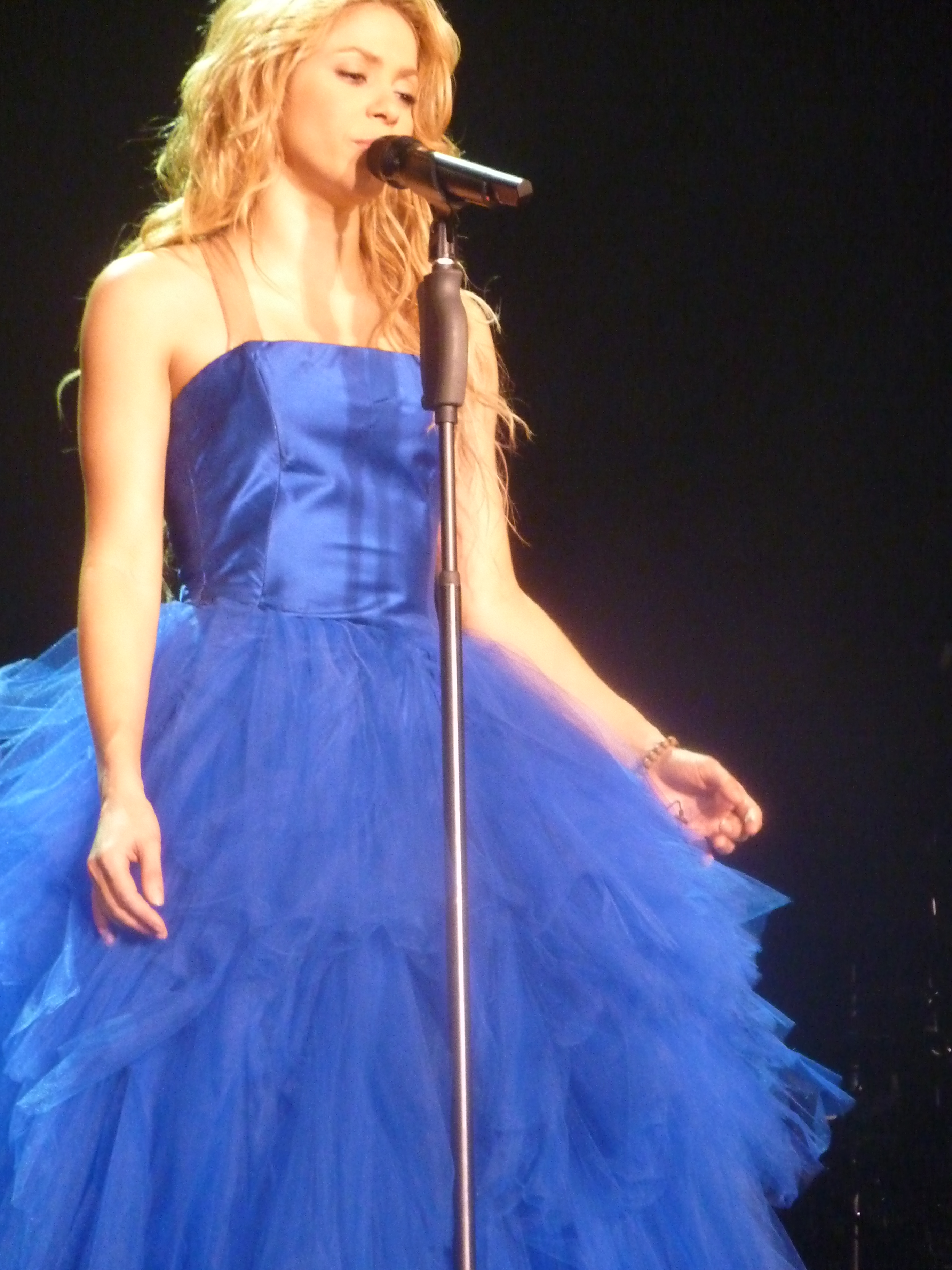
Shakira droeg een "gevederde blauwe jurk" tijdens de uitvoering van "Antes de las Seis".

The Sun Comes Out World Tour (ook bekend als de Sale el Sol World Tour) was de vijfde concerttournee van de Colombiaanse zangeres Shakira, ter ondersteuning van haar achtste en negende studioalbums, She Wolf (2009) en Sale El Sol (2010). Na een speciale preview-show van de tour, die gehouden werd in Montréal, Québec op 15 september 2010, begon het Noord-Amerikaanse deel van de tour op 17 september in Uncasville, Connecticut, en eindigde op 29 oktober 2010 in Rosemont, Illinois (Chicago). Het Europese deel van de tour ging van start op 16 november in de stad Lyon, Frankrijk, en eindigde in Londen, Engeland op 20 december 2010.
De kaartjes voor de eerste Europese shows waren al snel uitverkocht en Shakira verlengde de tour tot 2011 door een show aan te kondigen in Parijs, Frankrijk. Bovendien zou de tournee voor Shakira nieuwe markten en landen bezoeken, waarbij ze optrad in plaatsen zoals het thuisland van haar vader, Libanon, maar ook in de VAE, Wit-Rusland, Kroatië, Egypte, Hongarije, Marokko, Servië en Moskou en Sint-Petersburg, Rusland. Er werden ook meer data in Spanje, Italië, Duitsland, Groot-Brittannië, Portugal en Zwitserland toegevoegd, wegens groot succes.
De setlist van de tour bestond uit nummers die voornamelijk waren gekozen uit Shakira's negende studioalbum, Sale el Sol. De rest van de tournee werd aangevuld met nummers van andere albums. Het podium had de vorm van de letter "T", met een loopbrug die zich uitstrekte van het podium tot het middengedeelte van het publiek. Er werden verschillende dans- en muzieknummers uitgevoerd waarbij de catwalk als podium werd gebruikt. Achter het podium stond een groot scherm waarop verschillende beelden werden getoond, evenals live video in hoge resolutie, voor degenen die verder weg zaten.
Als voorprogramma werden verschillende artiesten uitgekozen. Zo werden J Balvin en Bomba Estereo pre-act in Colombia. Train in Colombia en Peru. En Ziggy Marley in Argentinië, Paraguay en Peru. Ook de Amerikaanse band Vampire Weekend trad in Argentinië voor Shakira op. 

## Setlist
De volgende setlist is representatief voor de show op 21 september 2010. 
1. "Pienso en Ti"
2. "Te Dejo Madrid"
3. "Si Te Vas"
4. "Whenever, Wherever"
5. "Inevitable"
6. "El Nay A'Atini Nay " (intermezzo)
7. Medley: " Nothing Else matters "/" Despedida "
8. "Gypsy "
9. "La Tortura"
10. "Ciega, Sordomuda"
11. "Underneath Your Clothes"
12. "Gordita"
13. "Sale el sol"
14. "Pure Intuition"
15. "Loca"
16. "She Wolf"
17. "Ojos Así"
18. "Antes de las seis"
19. "Hips Don't Lie"
20. "Waka Waka (This Time for Africa) "

Enkele opmerkingen:
- Je l'aime à mourir, een cover van Francis Cabrel werd tijdens 8 shows live gebracht.

## Shows
| Datum             | Stad             | Land                         | Arena                                 | Opkomst         |
| ----------------- | ---------------- | ---------------------------- | ------------------------------------- | --------------- |
| Noord-Amerika     |                  |                              |                                       |                 |
| 15 september 2010 | Montreal         | Canada                       | Bell Centre                           | 12,712 / 12,712 |
| 17 september 2010 | Uncasville       | Verenigde Staten             | Mohegan Sun Arena                     | 4,002 / 4,122   |
| 18 september 2010 | Atlantic City    | Verenigde Staten             | Etess Arena                           |                 |
| 21 september 2010 | New York         | Verenigde Staten             | Madison Square Garden                 | 14,144 / 14,144 |
| 25 september 2010 | Sunrise          | Verenigde Staten             | Bank Atlantic Center                  | 12,994 /12,994  |
| 27 september 2010 | Miami            | Verenigde Staten             | American Airlines Arena               | 12,916 /12,916  |
| 28 september 2010 | Orlando          | Verenigde Staten             | Amway Arena                           |                 |
| 1 oktober 2010    | Dallas           | Verenigde Staten             | American Airlines Center              | 12,342/ 12,342  |
| 2 oktober 2010    | San Antonio      | Verenigde Staten             | AT&T Center                           | 11,336 / 13,548 |
| 5 oktober 2010    | Corpus Christi   | Verenigde Staten             | American Bank Center Arena            |                 |
| 6 oktober 2010    | Laredo           | Verenigde Staten             | Laredo Energy Arena                   |                 |
| 8 oktober 2010    | Houston          | Verenigde Staten             | Toyota Center                         | 12,017 / 12,017 |
| 9 oktober 2010    | Hidalgo          | Verenigde Staten             | State Farm Arena                      |                 |
| 12 oktober 2010   | El Paso          | Verenigde Staten             | Don Haskins Center                    |                 |
| 13 oktober 2010   | El Paso          | Verenigde Staten             | Don Haskins Center                    |                 |
| 15 oktober 2010   | San Diego        | Verenigde Staten             | Valley View Casino Center             | 10,451 / 10,451 |
| 16 oktober 2010   | Las Vegas        | Verenigde Staten             | Mandalay Bay Events Center            |                 |
| 19 oktober 2010   | Sacramento       | Verenigde Staten             | ARCO Arena                            |                 |
| 20 oktober 2010   | Santa Barbara    | Verenigde Staten             | Santa Barbara Bowl                    | 4,657 / 4,657   |
| 22 oktober 2010   | Oakland          | Verenigde Staten             | Oracle Arena                          | 11,459 / 13,000 |
| 23 oktober 2010   | Los Angeles      | Verenigde Staten             | Staples Center                        | 14,087 / 14,087 |
| 25 oktober 2010   | Anaheim          | Verenigde Staten             | Honda Center                          | 13,002 /13,200  |
| 26 oktober 2010   | Indio            | Verenigde Staten             | Fantasy Springs Special Events Center |                 |
| 29 oktober 2010   | Rosemont         | Verenigde Staten             | Allstate Arena                        |                 |
| Europa            |                  |                              |                                       |                 |
| 16 november 2010  | Lyon             | Frankrijk                    | Halle Tony Garnier                    |                 |
| 17 november 2010  | Zürich           | Zwitserland                  | Hallenstadion                         |                 |
| 19 november 2010  | Madrid           | Spanje                       | Palacio de Deportes                   |                 |
| 21 november 2010  | Lissabon         | Portugal                     | MEO Arena                             |                 |
| 23 november 2010  | Bilbao           | Spanje                       | Bizkaia Arena                         |                 |
| 24 november 2010  | Barcelona        | Spanje                       | Palau Sant Jordi                      |                 |
| 26 november 2010  | Montpellier      | Frankrijk                    | Arena Montpellier                     |                 |
| 27 november 2010  | Turin            | Italië                       | Torino Palasport Olimpico             |                 |
| 29 november 2010  | Genève           | Zwitserland                  | SEG Geneva Arena                      |                 |
| 1 december 2010   | Rotterdam        | Nederland                    | Sportpaleis van Ahoy                  | 14,021 / 14,021 |
| 3 december 2010   | München          | Duitsland                    | Olympiahalle                          | 12,649 / 12,649 |
| 5 december 2010   | Amnéville        | Frankrijk                    | Galaxie Amnéville                     |                 |
| 6 december 2010   | Parijs           | Frankrijk                    | Palais Omnisports de Paris-Bercy      | 15,011 / 17,927 |
| 9 december 2010   | Berlijn          | Duitsland                    | O2 World                              | 11,766 / 13,485 |
| 11 december 2010  | Cologne          | Duitsland                    | Lanxess Arena                         | 15,000 / 15,000 |
| 12 december 2010  | Antwerpen        | België                       | Sportpaleis                           | 15,716 / 15,716 |
| 14 december 2010  | Manchester       | Verenigd Koninkrijk          | Manchester Evening News Arena         | 13,988 / 17,300 |
| 16 december 2010  | Dublin           | Ireland                      | The O2                                |                 |
| 17 december 2010  | Belfast          | Verenigd Koninkrijk          | Odyssey Arena                         |                 |
| 19 december 2010  | Glasgow          | Verenigd Koninkrijk          | SECC, Hall 4                          |                 |
| 20 december 2010  | Londen           | Verenigd Koninkrijk          | The O2 Arena                          |                 |
| Latijns-Amerika   |                  |                              |                                       |                 |
| 1 maart 2011      | Salta            | Argentinië                   | Estadio Padre Ernesto Martearena      |                 |
| 3 maart 2011      | Córdoba          | Argentinië                   | Estadio Mario Alberto Kempes          |                 |
| 5 maart 2011      | Buenos Aires     | Argentinië                   | Estadio Puerto Madero                 |                 |
| 6 maart 2011      | Punta del Este   | Uruguay                      | Hotel Conrad Grounds                  |                 |
| 8 maart 2011      | Asunción         | Paraguay                     | Hipódromo de Asunción                 |                 |
| 10 maart 2011     | Santiago         | Chili                        | Estadio Nacional de Chile             | 42,021 / 42,021 |
| 12 maart 2011     | Bogotá           | Colombia                     | Simón Bolívar Park                    | 19,300 / 20,000 |
| 15 maart 2011     | Porto Alegre     | Brazilië                     | FIERGS Parking Lot                    | 19,951 / 23,400 |
| 19 maart 2011     | São Paulo        | Brazilië                     | Estádio do Morumbi                    | 45,417 / 50,000 |
| 21 maart 2011     | Santa Cruz       | Bolivia                      | Estadio Ramón Tahuichi Aguilera       |                 |
| 24 maart 2011     | Brasilia         | Brazilië                     | Nilson Nelson Gymnasium               | 8,056 / 12,000  |
| 25 maart 2011     | Lima             | Peru                         | Estadio Universidad San Marcos        | 13,359 / 18,000 |
| 27 maart 2011     | Caracas          | Venezuela                    | Estadio de Fútbol USB                 | 9,483 / 13,000  |
| 30 maart 2011     | Santo Domingo    | Dominicaanse Republiek       | Estadio Olímpico Félix Sánchez        |                 |
| 2 april 2011      | Mexico City      | Mexico                       | Foro Sol                              |                 |
| 3 april 2011      | Mexico City      | Mexico                       | Foro Sol                              |                 |
| 5 april 2011      | Guadalajara      | Mexico                       | Estadio Tres de Marzo                 | 20,073 / 24,600 |
| 7 april 2011      | Monterrey        | Mexico                       | Estadio Universitario                 | 30,225 /31,034  |
| 9 april 2011      | Guatemala Stad   | Guatemala                    | Estadio Cementos Progreso             | 36,901 / 37,012 |
| 10 april 2011     | San José         | Costa Rica                   | Estadio Nacional de Costa Rica        | 41,023 / 42,100 |
| 12 april 2011     | Panama City      | Panama                       | Plaza Figali                          |                 |
| Azië              |                  |                              |                                       |                 |
| 29 april 2011     | Abu Dhabi        | Verenigde Arabische Emiraten | Du Arena                              |                 |
| Europa            |                  |                              |                                       |                 |
| 2 mei 2011        | Bologna          | Italië                       | Futurshow Station                     |                 |
| 3 mei 2011        | Milaan           | Italië                       | Mediolanum Forum                      |                 |
| 5 mei 2011        | Boedapest        | Hongarije                    | Budapest Sports Arena                 |                 |
| 7 mei 2011        | Boekarest        | Roemenië                     | Piața Constituției                    |                 |
| 9 mei 2011        | m                | Servië                       | Belgrade Arena                        |                 |
| 11 mei 2011       | Zagreb           | Kroatië                      | Arena Zagreb                          |                 |
| 14 mei 2011       | Mannheim         | Duitsland                    | SAP Arena                             |                 |
| 15 mei 2011       | Mönchengladbach  | Duitsland                    | Warsteiner HockeyPark                 |                 |
| 17 mei 2011       | Łódź             | Polen                        | Atlas Arena                           |                 |
| 19 mei 2011       | Minsk            | Wit-Rusland                  | Minsk Arena                           |                 |
| 22 mei 2011       | Sint-Petersburg  | Rusland                      | SKK Peterburgsky                      |                 |
| 24 mei 2011       | Moskou           | Rusland                      | Olimpiyskiy                           |                 |
| Azië              |                  |                              |                                       |                 |
| 26 mei 2011       | Beiroet          | Libanon                      | BIEL Outdoor Venue                    |                 |
| Afrika            |                  |                              |                                       |                 |
| 28 mei 2011       | Rabat            | Marokko                      | OLM Souissi                           |                 |
| Europa            |                  |                              |                                       |                 |
| 29 mei 2011       | Barcelona        | Spanje                       | Estadi Olímpic Lluís Companys         | 32,012 / 33,887 |
| 30 mei 2011       | Valencia         | Spanje                       | Sala Auditorio Marina Sur             |                 |
| 3 juni 2011       | Madrid           | Spanje                       | Vicente Calderón Stadium              | 40,007 / 40,326 |
| 4 juni 2011       | Bilbao           | Spanje                       | San Mamés Stadium                     |                 |
| 5 juni 2011       | Nice             | Frankrijk                    | Palais Nikaïa                         | 7,090 / 7,090   |
| 7 juni 2011       |                  | Zwitserland                  | SEG Geneva Arena                      |                 |
| 8 juni 2011       | Zurich           | Zwitserland                  | Hallenstadion                         |                 |
| 10 juni 2011      | Graz             | Oostenrijk                   | Schwarzl-Freizeitzentrum              |                 |
| 11 juni 2011      | Frankfurt        | Duitsland                    | Festhalle Frankfurt                   |                 |
| 13 juni 2011      | Parijs           | Frankrijk                    | Palais Omnisports de Paris-Bercy      | 28,974 / 29,087 |
| 14 juni 2011      | Parijs           | Frankrijk                    | Palais Omnisports de Paris-Bercy      | 28,974 / 29,087 |
| Latijns-Amerika   |                  |                              |                                       |                 |
| 15 juli 2011      | Cancún           | Mexico                       | Moon Palace Resort Grounds            | 10,379 / 10,379 |
| 16 juli 2011      | Mérida           | Mexico                       | La Plancha                            |                 |
| 19 juli 2011      | Villahermosa     | Mexico                       | Parque Tabasco                        | 5,883 / 6,000   |
| 22 juli 2011      | Tuxtla Gutiérrez | Mexico                       | Estadio Víctor Manuel Reyna           | 13,785 / 19,863 |
| 24 juli 2011      | Puebla           | Mexico                       | Estadio de Béisbol Hermanos Serdán    | 20,022 / 20,100 |
| 26 juli 2011      | León             | Mexico                       | Poliforum León Esplanade              |                 |
| 28 juli 2011      | Hermosillo       | Mexico                       | Estadio Héroe de Nacozari             |                 |
| 30 juli 2011      | Tijuana          | Mexico                       | Estadio Caliente                      |                 |
| 31 juli 2011      | Mexicali         | Mexico                       | Centro de Ferias y Exposiciones       |                 |
| Azië              |                  |                              |                                       |                 |
| 24 september 2011 | Singapore        | Singapore                    | Marina Bay Street Circuit             |                 |
| Latijns-Amerika   |                  |                              |                                       |                 |
| 30 september 2011 | Rio de Janeiro   | Brazilië                     | Parque Olímpico Cidade do Rock        |                 |
| Europa            |                  |                              |                                       |                 |
| 8 oktober 2011    | Kiev             | Oekraïne                     | Olimpiysky Stadium                    |                 |
| Latijns-Amerika   |                  |                              |                                       |                 |
| 14 oktober 2011   | San Juan         | Puerto Rico                  | José Miguel Agrelot Coliseum          | 24,788 / 25,500 |
| 15 oktober 2011   | San Juan         | Puerto Rico                  | José Miguel Agrelot Coliseum          | 24,788 / 25,500 |